# Морозово (Рославльский район)
Морозово — деревня в Рославльском районе Смоленской области России. Входит в состав Сырокоренского сельского поселения. По состоянию на 2007 год постоянного населения нет. 

## География
Расположена в южной части области в 61 км к северо-востоку от Рославля, в 13 км севернее автодороги А101 Москва — Варшава («Старая Польская», или «Варшавка»). В 43 км южнее деревни расположена железнодорожная станция О.п. 37-й км на линии Рославль — Фаянсовая.

## История
В годы Великой Отечественной войны деревня была оккупирована гитлеровскими войсками в августе 1941 года, освобождена в сентябре 1943 года. 